# Ondřej Cink
Ondřej Cink (* 7. Dezember 1990 in Rokycany) ist ein tschechischer Radrennfahrer.
Zu Beginn seiner Karriere widmete sich Cink dem Mountainbikesport. Im olympischen Cross-Country (XCO) wurde er 2012 U23-Europameister und U23-Weltmeister. Im selben Jahr nahm er an den Olympischen Spielen teil und belegte den 14. Platz. Im Eliterennen der Mountainbike-Weltmeisterschaften 2015 gewann er die Bronzemedaille. Bei den Europameisterschaften 2016 wurde er ebenfalls Dritter in dieser Disziplin.
Nach Ablauf der Saison 2016 löste sich sein Mountainbiketeam Multivan-Merida auf. Da er keinen neuen Sponsorenvertrag abschließen konnte, konzentrierte er sich auf den Straßenradsport und schloss sich dem UCI WorldTeam Bahrain-Merida an. Er beendete in seinem ersten Jahr bei dieser Mannschaft das UCI-WorldTour-Rennen Tour de Suisse 2017 als Gesamtneunzehnter und bestritt anschließend seine erste Tour de France, die er aber während der 19. Etage wegen einer Knieverletzung beendete. Zum Abschluss der Saison bot sein Team Cink einen Zweijahresvertrag an, den er jedoch ablehnte, da er sich wieder vermehrt Mountainbikerennen bestreiten wollte.
Cink gehört seit 2013 der erweiterten Weltspitze im Cross-Country-Mountainbike an. Im Laufe der Jahre erreichte er neunmal Podiumsplätze im UCI-Mountainbike-Weltcup, darunter fünfmal 2021; ein Sieg blieb ihm jedoch bislang verwehrt. Er gewann siebenmal die tschechische Meisterschaft im XCO, hinzu kamen Titel in anderen Cross-Country-Varianten wie Marathon (XCM) und Shorttrack (XCC). Außer 2012 nahm er auch 2016, 2021 und 2024 am olympischen Mountainbike-Rennen teil; 2016 belegte er wie schon 2012 den 14. Platz, 2021 hatte er gut im Medaillenrennen liegend einen Defekt, fiel weit zurück und gab schließlich auf. 2024 kam er auf den 25. Rang.

## Erfolge
2010
 Weltmeisterschaft – Staffel
2011
 Tschechischer Meister – XCO (U23)
2012
 Europameister – XCO (U23)
 Weltmeister – XCO (U23)
zwei Weltcup-Siege (U23)
2013
 Tschechischer Meister – XCO
 Europameisterschaften – Staffel
2015
 Weltmeisterschaft – XCO
 Tschechischer Meister – XCO
2016
 Europameisterschaft – XCO
2019
 Tschechischer Meister – XCO
2020
 Tschechischer Meister – XCO, XCM
2021
 Tschechischer Meister – XCO
2022
 Tschechischer Meister – XCO
2023
 Tschechischer Meister – XCC
2024
 Tschechischer Meister – XCO